# جاش کنت
جاش کنت (انگلیسی: Josh Kennet؛ زادهٔ ۲۷ سپتامبر ۱۹۸۷) یک بازیکن فوتبال اهل بریتانیا است.
از باشگاه‌هایی که در آن بازی کرده‌است می‌توان به باشگاه فوتبال دیدکات تاون و باشگاه فوتبال آکسفورد یونایتد اشاره کرد.